# Секта Тендай
Тендай-сю (яп. 天台宗, «Секта Тендай») — японська школа махаяністського буддизму, яка походить від однойменної китайської школи Тяньтай-цзун
(天台宗). Інколи називають школа Лотосової сутри. Назва школи пов'язана з іменем гори Тяньтай в Китаї (яп. Тендай, «Небесне узвишшя»), на якій було зведено монастир, центр даної школи.

## Історія

### Поява у Японії
Вперше вчення тяньтай (яп. тендай) було принесене до Японії китайським монахом Цзяньчженем (яп. Ґандзін) у середині 8 століття. Однак його не сприйняли, тому сам місіонер заснував нову буддистську школу ріссю.
Друга спроба поширити вчення школи тяньтай була здійснена японським монахом Сайтьо. Протягом року він навчався в Китаї у монастирях школи тяньтай. По поверненні до Японії 805 року Сайтьо заснував на горі Хіей, неподалік від нової столиці Хей'ан, храм Енрякудзі, який став центром японської школи Тендай. Згодом цей храм перетворився на інтелектуальний центр стародавньої та середньовічної Японії.
Завдяки діяльності наступників Сайтьо — Енніна (圓仁) і Ентіна (圓珍), які активно поширювали нове вчення серед придворної аристократії, тендай-сю стала найпливовішою буддистською громадою столиці. Обидва монахи пройшли стажування у Китаї, де вивчали тантричний буддизм. Саме статус особи, яка вчилася в Китаї, що був єдиним джерелом усіх цивілізаційних надбань тогочасної Східної Азії, перетворював їхню школу у «найпередовішу» в Японії.

### Розкол і конфлікти підшкіл
В часи головування наставника Рьоґена (912—985), школа Тендай витіснила конкурентські секти хоссо-сю і сінґон-сю зі столиці і зайняла лідуюче положення при дворі. Саме цей політичний успіх став причиною розбрату. Монахи почали сперечитася за контроль над тантричними ритуалами і церемоніями, виконання яких потребувала столична влада. Утворилися закриті касти «посвячених ченців», які зосередили у своїх руках всі контакти з імператорським двором і фінансові потоки. Невдоволення всередині школи наростало.
Наприкінці 10 століття виникли суперечки між послідовниками покійних наставників Енніна і Ентіна. Учні останнього залишили гірський монастир Енрякудзі й заснували у його підніжжя новий храм Міідера. Від місця положення своїх осередків дві групи отримали відповідні назви. Протестуючі дістали ім'я дзімон (寺門, «вчення храму»), а традиціоналісти — ім'я санмон (山門, «вчення гори»).
Конфронтація між двома підшколами спалахувала з багатьох причин — призначення настоятелем у якомусь провінційному храмі, незапрошення на ритуал або торжество, придворні інтриги або проста неввічливість. Згодом, розбіжності вийшли за межі релігії, філософії й ритуалу та перейшли у відкритий збройний конфлікт, який тривав понад 200 років. Обидві підшколи сформували армії монахів-головорізів сохей, які неодноразово здійснювали походи на опонентів, громлячи і спалюючи центральні і провінційні установи противника.
Коли у 1180 році між найбільшими самурайськими родами Японії — Тайра і Мінамото спалахнула війна, ченці-традиціоналісти санмон підтримали центральний уряд Тайра, а протестанти дзімон — опозиційний рід Мінамото. Перемога останніх і встановлення сьоґунат у місті Камакура лише загострило боротьбу між двома підшколами.

### Занепад
У 1570-х роках Ода Нобунаґа зруйнував більшість осередків обох підшкіл, включаючи монастир Енрякудзі. Завдяки цьому, Тендай-сю перетворилася на рядову буддистську секту Японії.
Її монахи не змогли відновити позиції лідера японського буддизму навіть в період Едо (1603—1868). Попри те, що сьоґунат Токуґава доклав чимало зусиль для відбудови храмів і монастирів цієї секти, він також наклав обмеження на проповідницьку діяльність буддистів. Це робилося для запобігання зростанню впливу будь-якої буддистської течії і школи.
Сьогодні школа Тендай завідує близько 4300 храмами, у яких навчаються і працюють близько 20.000 ченців і персоналу. Кількість адептів школи становить понад 3 мільйони чоловік.

### Вплив на японський буддизм
З надр школи тендай вийшло чимало японських філософів і мислителів, які стали засновниками нових буддистських вчень. Зокрема, амідаїстична концепція «Чистої землі» була розроблена монахами секти тендай, і згодом узята на озброєння школами Дзьодо-сю і Дзьодо-сінсю. У стінах монастиря Енрякудзі проходив навчання Нітірен, засновник однойменної секти нітірен-сю. За основу свого вчення він взяв «Лотосову Сутру», яка була основним каноном у школі Тендай-сю.

## Патріархи
- 183 Принц Сей'їн (26 травня 1673)
- 186 Принц Сей'їн (серпень 1677)

## Вчення
Філософія школи базується на вченны махаяни про «пустоту», поєднуючи індійську філософію мадхьяміки з китайським вченням про татхагатагарбху. Тендай-сю комбінує теорії та практики багатьох шкіл, включаючи філософські школиСходу, дзен, сінґон і кеґон.